# Albeștii de Argeș
Albeștii de Argeș is een Roemeense gemeente in het district Argeș.
Albeștii de Argeș telt 5933 inwoners.